# دنيس جونسون ديفز
دنيس جونسون ديفز مترجم بريطاني ولد في كندا عام 1922م، وعاش فترة من طفولته في القاهرة ووادي حلفا بالسودان, وربما من أجل ذلك عزم مبكراً على دراسة اللغة العربية، التحق في منتصف الثلاثينات من القرن العشرين بجامعة كامبردج لدراسة اللغة العربية, لكن المستوى الدراسي للغة العربية بها لم يكن يلبي طموحه، ثم عمل في الفترة من 1941عام حتى 1945م في هيئة الإذاعة البريطانية, وبسبب العاملين العرب بها شكلت تلك الفترة أول احتكاك بينه وبين العرب واللغة العربية بعد دراسته الأكاديمية. في عام 1945م عمل مترجما في المجلس البريطاني في القاهرة فكان ذلك أول صلة فعلية بينه وبين العالم العربي وآدابه حيث تعرف في القاهرة على عدد من الأدباء العرب وارتاد مجالسهم وندواتهم، وخلال فترة وجوده في القاهرة عمل أستاذا للغة الإنجليزية في جامعة فؤاد الأول, لكنه لم يستمر طويلاً بها حيث استقال منها عام 1949م.
يعتبر دنيس أحد أهم المترجمين الذين قدموا الأدب العربي إلى القارئ الغربي، وقد وصل ما ترجمه من الأدب العربي أكثر من ثلاثين مجلداً احتوت الكثير من الإبداعات القصصية والروائية العربية، وقد وصف كل من نجيب محفوظ وإدوارد سعيد دنيس جونسون برائد الترجمة من العربية إلى الإنجليزية.
توفي بالقاهرة يوم الاثنين 22 أيار 2017 عن عمر يناهز الـ 95 سنة.